# 2548 Leloir
2548 Leloir è un asteroide della fascia principale. Scoperto nel 1975, presenta un'orbita caratterizzata da un semiasse maggiore pari a 2,6328256 UA e da un'eccentricità di 0,1022076, inclinata di 18,13441° rispetto all'eclittica.